# Merulempista
Merulempista é um gênero de mariposa pertencente à família Crambidae.